# Uranotaenia fraseri
Uranotaenia fraseri är en tvåvingeart som beskrevs av Edwards 1912. Uranotaenia fraseri ingår i släktet Uranotaenia och familjen stickmyggor. Inga underarter finns listade i Catalogue of Life.